# هليون بري
هليون بري (الاسم العلمي Asparagus acutifolius)، نبات معمر دائم الخضرة من الهليون ينتمي إلى فصيلة الهليونية. موطنه البحر الأبيض المتوسط.